# Marta Bueno Saz
Marta Bueno Saz (Valladolid) es una física, pedagoga y divulgadora científica española.

## Biografía
Nació en Valladolid y por circunstancias familiares vivió en siete lugares diferentes. El último, fue Salamanca en cuya universidad se licenció en Física.Fue profesora de educación secundaria durante catorce años, impartiendo clases de Física y Matemáticas.Tras una degeneración grave del nervio óptico que culminó en una ceguera total, tuvo que abandonar su carrera como profesora. Regresó a la Universidad de Salamanca y se graduó en Pedagogía, con Premio Extraordinario de Grado y Premio Nacional de Fin de Carrera.

### Trayectoria como divulgadora
Colabora en Mujeres con Ciencia, blog de la Cátedra de Cultura Científica de la Universidad del País Vasco, editado por Marta Macho Stadler. Colaboradora en Pikara Magazine y en The Conversation,pertenece al Grupo de Mujeres en Física de la Real Sociedad Española de Física y forma parte del proyecto Women’s Legacy para la inclusión de mujeres en el currículo de ESO.
Ha participado en varios congresos sobre interculturalidad,formación de profesorado en África,y sobre diversidad e inclusión.Escribe artículos bimensuales en la revista cultural El ciervo y tiene una sección denominada Caramelos de violeta en la emisora de radio canaria QPH.Ha investigado en neurociencias aplicadas al aprendizaje.Es miembro de la Asociación de Mujeres Investigadoras y Tecnólogas,y asesora externa de la comisión de igualdad del Instituto de Biología Funcional y Genómica (IBFG), centro mixto CSIC-USAL.

## Premios y reconocimientos
- 2015 Premio Extraordinario de Grado por su expediente.[2]
- 2015 Premio Nacional de Fin de Carrera: tercer premio en el Área de Ciencias Sociales y Jurídicas (Grado de Pedagogía).[14]
- 2019 44 Premio El Ciervo-Enrique Ferrán de artículos periodísticos por su trabajo 'Cinco miradas'.[15]